# Ben Vorlich (Loch Earn)
Der Ben Vorlich (Beinn Mhùrlaig auf Gälisch) ist ein 985 m (3.232 ft) hoher Berg in der Council Area Stirling in Schottland. Sein Name kann mit Berg der Bucht übersetzt werden. Er zählt zu den Munros und liegt in den südlichen Highlands nördlich der Stadt Callander oberhalb des Südufers von Loch Earn. 

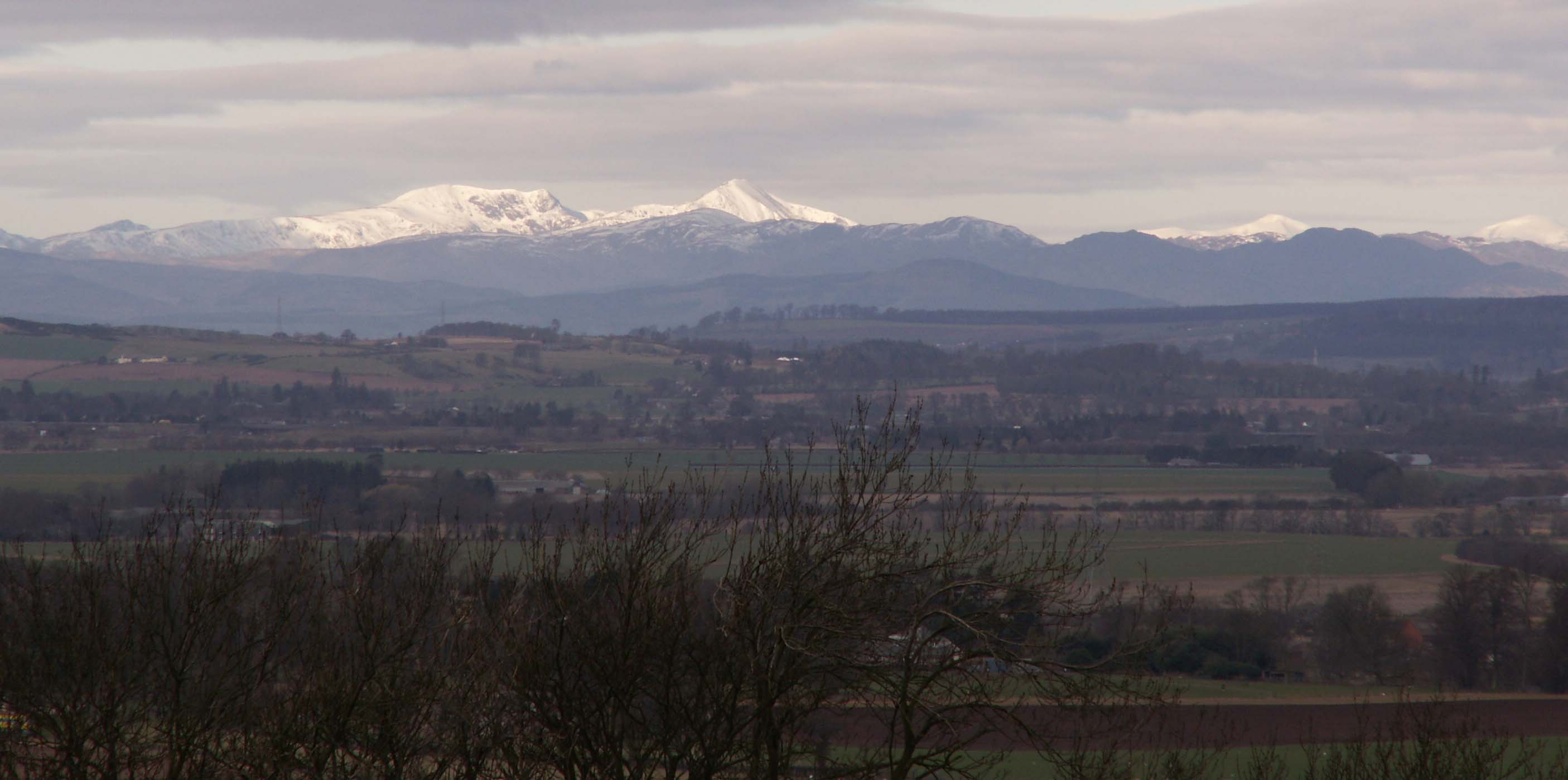
Blick von Newburgh, etwa 50 km östlich, zum Ben Vorlich (rechts) und zum Stùc a’ Chroin (links)

Aufgrund seiner Lage am Südrand der Highlands ist der Ben Vorlich einer der bekanntesten und bei Bergwanderern beliebtesten schottischen Berge. Er ist bei schönem Wetter aus weiten Teilen der Central Lowlands gut zu sehen. Von seinem Gipfel bietet sich eine weite Aussicht über die Lowlands, aber auch in die nördlich und westlich des Bergs liegenden Teile der Highlands. Der kürzeste Aufstieg führt von Ardvorlich am Südufer von Loch Earn in etwa vier Stunden über den Nordgrat auf den Gipfel. Der Südwestgrat verbindet den Ben Vorlich über einen Einschnitt mit dem benachbarten, zehn Meter niedrigeren Stùc a’ Chroin, der ebenfalls als Munro klassifiziert ist. Weitere Aufstiegsrouten führen über den Südost- und Nordwestgrat. 